# 徐永賢

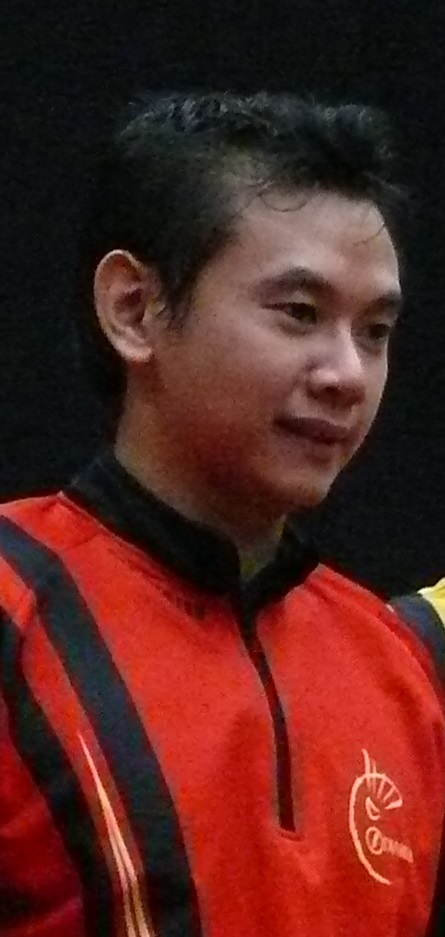
徐永賢，2006年

徐永賢（Eng Hian，1977年5月17日—），是一名已退役華裔印尼男子羽球運動員。 
徐永賢的主項為男子雙打，在1999年至2006年期間贏得了主要的國際比賽，其中大多數是與林培雷搭檔。他們在2004年雅典奧運會羽球比賽上獲得男子雙打銅牌。他們的勝利包括韓國羽球公開賽（1999年）、丹麥羽球公開賽（2000年）、新加坡羽球公開賽（2002年）和日本羽球公開賽（2003年），以及2000年和2004年的哥本哈根羽球大師賽。兩人在2001年至2003年期間簡短地代表英格蘭，然後返回PBSI及時參加2004年夏季奧運會。2002年，他們在著名的全英羽球錦標賽中獲得亞軍。徐永賢在2006年與瑞安·蘇克馬萬一起贏得了荷蘭羽球公開賽。